# Horizontalpendel

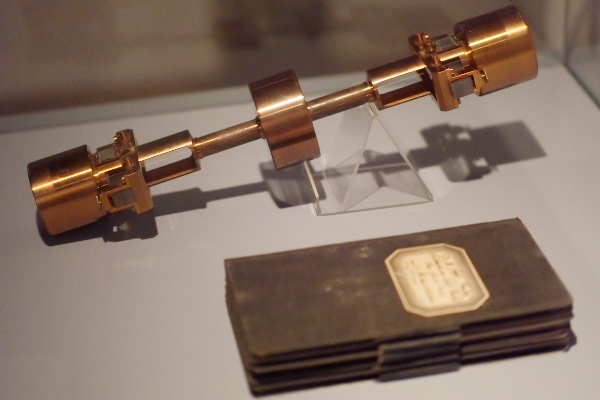
Horizontalpendel von Oskar Hecker, gebaut in der Werkstatt von P. Stückrath in Berlin (1897)

Das Horizontalpendel ist ein Präzisionsinstrument zur Messung der Lotrichtungsschwankungen, welche z. B. durch die Gezeiten entstehen. Es wird unterirdisch – meist in aufgelassenen Bergwerken – aufgestellt und dient der Geophysik und Geodynamik unter anderem zur Bestimmung der Elastizität des Erdkörpers und der Plattentektonik.
Das Gerät wurde 1832 von Lorenz Hengler in München erstmals angegeben, dessen Erfindung jedoch in Vergessenheit geriet. Karl Friedrich Zöllner in Dresden erfand es 1869 neu und vervollkommnete die Konstruktion.
Das Instrument ist ein Pendel spezieller Bauart, das um eine fast vertikale Drehachse in einer fast horizontalen Ebene schwingt. Es entspricht im Prinzip einer reibungsfrei gelagerten Tür, die wie eine Tür im Haus eine Gleichgewichtslage in einer bestimmten Richtung einnimmt:
Je genauer die „Türachse“ mit der Vertikalen, der Lotrichtung übereinstimmt, desto empfindlicher ist das Instrument gegen horizontale Kräfte. Bei genau vertikaler Achse ist es unendlich empfindlich bzw. indifferent. Bei einer kleinen Neigung gibt es hingegen eine definierte Lage – die des tiefsten Schwerpunktes.
Für alle reibungsfreien Achsen werden dünne Metallbänder oder -drähte verwendet, als Masse genügt oft schon der exzentrisch aufgehängte Registrierspiegel. Von mehreren möglichen Bauarten sind jene nach Zöllner und nach Ernst von Rebeur-Paschwitz am wichtigsten. Die Genauigkeit beträgt einige 0.001″, erfordert aber wiederholtes Prüfen und ggfs. Nachjustieren.
Die Grotta-Gigante-Horizontalpendel in einer italienischen Höhle besitzen eine Länge der oberen Aufhängung von 94 m und wurden 1959 installiert.
Ein Demonstrationsgerät mit Starrpendel mit einer von horizontal bis vertikal verstellbaren Drehachse wird als Mach’sches Pendel bezeichnet. Ein Original aus der Zeit von Ernst Mach befindet sich am Physikinstitut der Universität Graz.